# Matelea cuatrecasasi
Matelea cuatrecasasi är en oleanderväxtart som beskrevs av G. Morillo. Matelea cuatrecasasi ingår i släktet Matelea och familjen oleanderväxter. Inga underarter finns listade i Catalogue of Life.